# Ryan Caldwell
Ryan Caldwell (* 15. Juni 1981 in Brandon, Manitoba) ist ein ehemaliger kanadischer Eishockeyspieler und derzeitiger -scout, der im Verlauf seiner aktiven Karriere zwischen 2000 und 2018 unter anderem annähernd 250 Spiele für die DEG Metro Stars, Eisbären Berlin, Nürnberg Ice Tigers und Schwenninger Wild Wings in der Deutschen Eishockey Liga (DEL) auf der Position des Verteidigers bestritten hat. Darüber hinaus absolvierte Caldwell, der mit den Eisbären im Jahr 2013 die Deutsche Meisterschaft gewann, weitere vier Partien für die New York Islanders und Phoenix Coyotes in der National Hockey League (NHL).

## Karriere
Caldwell begann seine Karriere im Jahr 1999 in der US-amerikanischen Juniorenliga United States Hockey League (USHL) bei den Thunder Bay Flyers. Nach einer guten Saison, in der der Verteidiger in 46 Spielen insgesamt 23 Scorerpunkte erzielen konnte, bekam er im Sommer 2000 ein Stipendium an der University of Denver, für die er fortan in der Western Collegiate Hockey Association (WCHA), einer Division im Spielbetrieb der National Collegiate Athletic Association (NCAA), spielte. Mit den Pioneers gewann er in der Folge zunächst die Divisionsmeisterschaft in Form der Broadmoor Trophy im Jahr 2003 sowie ein Jahr später die nationale Collegemeisterschaft der NCAA. Während des NHL Entry Draft 2000 wurde der Abwehrspieler von den New York Islanders aus der National Hockey League (NHL) in der siebten Runde an insgesamt 202. Stelle ausgewählt.

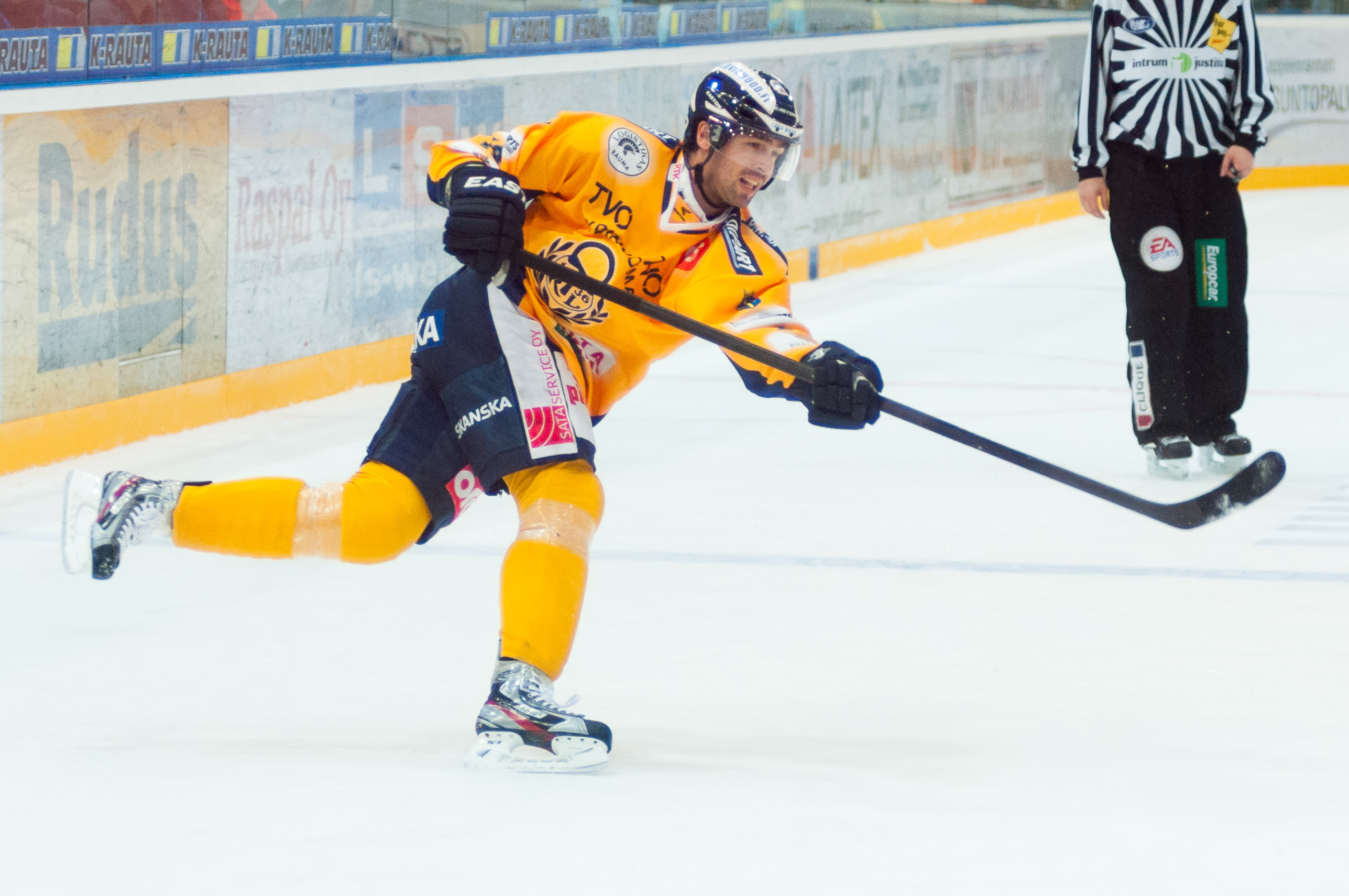
Caldwell im Trikot von Rauman Lukko (2012)

Daraufhin wechselte Caldwell zur Spielzeit 2004/05 in die American Hockey League (AHL) zu den Bridgeport Sound Tigers, dem Farmteam der Islanders. Bereits in der darauffolgenden Saison absolvierte er zwei Spiele in der NHL, konnte dabei jedoch keinen Scorerpunkt erzielen. Im Sommer 2006 unterschrieb der Kanadier als Free Agent einen Vertrag bei den Columbus Blue Jackets, wo er allerdings ausschließlich bei deren AHL-Kooperationspartner Syracuse Crunch zum Einsatz kam. Nach einem weiteren Jahr bei den Phoenix Coyotes, für die er zwei Spiele absolvierte, wurde das Management der DEG Metro Stars aus der Deutschen Eishockey Liga (DEL) auf ihn aufmerksam. Schließlich konnte man Caldwell als Ersatz für den kurz vorher abgewanderten Robert Dietrich nach Düsseldorf transferieren, für die Caldwell zwei Jahre spielte. Zur Saison 2010/11 wechselte Caldwell zu den Kassel Huskies, war aber nach deren DEL-Ausschluss zunächst vereinslos.
Im November 2010 wurde der Kanadier von Porin Ässät aus der finnischen SM-liiga verpflichtet. Er verbrachte dort ebenso zwei Spielzeiten, ehe er zum Ligakonkurrenten Rauman Lukko wechselte. Caldwell spielte bis zum Januar 2013 dort, bevor der Defensivspieler von den Eisbären Berlin unter Vertrag genommen wurde und damit nach zweieinhalb Jahren in die DEL zurückkehrte. Am Ende der Saison 2012/13 gewann er mit den Eisbären die Deutsche Meisterschaft. Anschließend war Caldwell zwei weitere Spielzeiten im deutschen Eishockey-Oberhaus aktiv, wo er jeweils eine Saison für die Nürnberg Ice Tigers und Schwenninger Wild Wings aufs Eis ging. Es folgte im Spieljahr 2015/16 ein Jahr bei Lørenskog IK in der norwegischen GET-ligaen. Dort wurde er Vizemeister. Seine letzten beiden Profijahre verbrachte der Kanadier in der Asia League Ice Hockey (ALIH). Zunächst lief er für den japanischen Teilnehmer Ōji Eagles und danach den südkoreanischen Verein Daemyung Killer Whales auf. Im Sommer 2018 beendete 37-Jährige seine aktive Karriere.
In der Folge arbeitete Caldwell zwischen 2019 und 2021 als Scout für die Manitoba Moose in der AHL, gefolgt von zwei Jahren in der gleichen Position bei den Winnipeg Jets in der NHL.

## Erfolge und Auszeichnungen
| - 2001 WCHA All-Rookie Team - 2002 Broadmoor-Trophy-Gewinn mit der University of Denver - 2004 NCAA-Division-I-Championship mit der University of Denver - 2004 WCHA Defensive Player of the Year | - 2004 WCHA Second All-Star Team - 2004 NCAA West First All-American Team - 2013 Deutscher Meister mit den Eisbären Berlin - 2016 Norwegischer Vizemeister mit Lørenskog IK |

## Karrierestatistik
(Legende zur Spielerstatistik: Sp oder GP = absolvierte Spiele; T oder G = erzielte Tore; V oder A = erzielte Assists; Pkt oder Pts = erzielte Scorerpunkte; SM oder PIM = erhaltene Strafminuten; +/− = Plus/Minus-Bilanz; PP = erzielte Überzahltore; SH = erzielte Unterzahltore; GW = erzielte Siegtore; 1 Play-downs/Relegation; Kursiv: Statistik nicht vollständig)